# Marginale beleningsrente
Wanneer op het eind van een bankwerkdag blijkt dat een bank niet over voldoende dekkingsmiddelen beschikt om aan de verplichtingen te voldoen, dan dient de bank geld bij te lenen. Standaard beschikt de bank over een krediet bij de centrale bank, geld binnen dat krediet wordt verkregen tegen de refirente.
Wanneer kredieten door de centrale bank worden uitgegeven boven dit niveau, dan wordt daarvoor niet de refi-rente maar de marginale beleningsrente berekend. Het niveau van deze rente zal altijd hoger liggen dan het niveau van de refi-rente, wat de bank ertoe moet brengen haar behoefte aan kasgeld binnen de gewenste grenzen te houden, of het benodigde kasgeld te lenen bij banken die op dat moment een kasgeldoverschot hebben. Zij zullen dat geld aanbieden tegen een lagere rente dan de marginale beleningsrente. De marginale beleningsrente geeft dan ook steeds de bovengrens van de korte rente aan.
De marginale beleningsrente is een instrument van de centrale bank waarmee de kredietverlening door de algemene banken en daarmee de groei van de maatschappelijke geldhoeveelheid kan worden beïnvloed. Op die manier kan in een situatie van (dreigende) overbesteding het gevaar van bestedingsinflatie worden verminderd.